# Jonas Schmidt-Foß
Jonas Schmidt-Foß (* 19. Januar 2002) ist ein deutscher Synchron- und Hörspielsprecher.

## Leben
Jonas Schmidt-Foß ist Synchronsprecher und lebt in Berlin. Seit seiner frühen Kindheit synchronisiert er verschiedenste Serien und Spielfilme. Weiterhin ist er als Hörbuch-, Hörspiel- und Computerspielsprecher tätig.
Er ist der Sohn von Florian Schmidt-Foß und daher auch der Neffe der Synchronsprecher Dennis Schmidt-Foß und Gerrit Schmidt-Foß, über die er zum Synchron kam. Seine jüngere Schwester Hanna Schmidt-Foß ist ebenfalls als Synchronsprecherin tätig.

## Synchronrollen (Auswahl)
- 2024–2025: Hundert Jahre Einsamkeit als González
- 2024: Ayla als Nacho
- 2024: Mit zitternden Händen als Dawit
- 2023: It’s a Wonderful Knife als Robbie Olenger
- 2023: Du bist sowas von nicht zu meiner Bat-Mizwa eingeladen als Jacob
- 2022: DI4RIES als Matteo
- 2022: Barbie im Doppelpack als Ken Carson
- 2022: Moon Knight als Marc Spector (Teenager)
- 2020: The Flight Attendant als Davey Bowden (jung)
- 2020: Helden der Wahrscheinlichkeit als Sirius
- 2019: Fritzi – Eine Wendewundergeschichte als Benni Göbel
- 2010–2018: Adventure Time – Abenteuerzeit mit Finn und Jake als Tiffany
- 2016: Schreck-Attack als Dusty
- 2015: Maggie als Bobby
- 2015: Wet Hot American Summer als Gideon Jacobs
- 2014: Den Himmel gibt’s echt als Colton Burpo
- 2014: Hinter der Gartenmauer als Gregory
- 2013: Sherlock als Sherlock als Kind
- 2012: The Returned als Victor
- 2011–2012: Franklin und Freunde als Franklin
- 2011–2021: Shameless als Chuck

## Hörspielrollen (Auswahl)
- 2014–2017: Die Playmos (Folge 39–55, Rolle Paul)
- 2015–2017: Monster 1983 (1–3 Staffel, Rolle Bacon)

## Hörbücher (Auswahl)
- 2015: Der Hörverlag: Super Neo
- 2015: Lübbe Audio:[1] Lauras Geheimnis / Klaus Baumgart
- 2016: Der Hörverlag: Erstes Englisch

## Videospiele (Auswahl)
- 2017: als Ptolemaios XIII in Assassin’s Creed Origins